# Station Konojady
Station Konojady is een spoorwegstation in de Poolse plaats Konojady.